# Irina Wladimirowna Gaschennikowa
Irina Wladimirowna Gaschennikowa (russisch Ирина Владимировна Гашенникова; * 11. Mai 1975 in Mamontowka, Oblast Moskau, Russische SFSR) ist eine ehemalige russische Eishockeytorhüterin, die unter anderem für SKIF Moskau, Tornado Moskowskaja Oblast, Fakel Tscheljabinsk und SKIF Nischni Nowgorod in der höchsten russischen Fraueneishockeyliga, der heutigen Schenskaja Hockey-Liga, aktiv war. Mit der russischen Frauen-Nationalmannschaft nahm sie an einer Vielzahl von Turnieren teil und gewann dabei jeweils eine Medaille bei Europa- und Weltmeisterschaften.

## Karriere
Irina Gaschennikowa gehört zur ersten Generation weiblicher Eishockeyspieler in Russland. Ab 1994 gehörte sie der russischen Nationalmannschaft an und absolvierte insgesamt 6 Weltmeisterschaften, drei Olympische Winterspiele und eine Vielzahl weiterer Turniere für ihr Heimatland. Dabei gewann sie eine Silbermedaille (Europameisterschaft 1996) und eine Bronzemedaille (Weltmeisterschaft 2001).
Auf Vereinsebene spielte sie für die Vorgängervereine von SKIF Moskau (ZSK WWS Moskau, Wiking Moskau), ab 2006 für Tornado Moskowskaja Oblast, Fakel Tscheljabinsk und zwischen 2013 und 2016 für SKIF Nischni Nowgorod und gewann mit diesen insgesamt 12 Mal die russische Meisterschaft.
2016 beendete sie ihre Karriere und wurde Assistenztrainerin bei SKIF.

## Erfolge und Auszeichnungen
| - 1996 Silbermedaille bei der Europameisterschaft - 1996 All-Star-Team der Europameisterschaft - 2001 Russischer Meister mit SKIF Moskau - 2001 Bronzemedaille bei der Weltmeisterschaft - 2002 Russischer Meister mit SKIF Moskau | - 2003 Russischer Meister mit SKIF Moskau - 2007 Russischer Meister mit Tornado Moskowskaja Oblast - 2009 Russischer Meister mit Tornado Moskowskaja Oblast - 2010 Gewinn des European Women Champions Cup mit Tornado Moskowskaja Oblast - 2014 Russischer Meister mit SKIF Nischni Nowgorod |

## Karrierestatistik International
(Legende zur Torhüterstatistik: GP oder Sp = Spiele insgesamt; W oder S = Siege; L oder N = Niederlagen; T oder U oder OT = Unentschieden oder Overtime- bzw. Shootout-Niederlage; Min. = Minuten; SOG oder SaT = Schüsse aufs Tor; GA oder GT = Gegentore; SO = Shutouts; GAA oder GTS = Gegentorschnitt; Sv% oder SVS% = Fangquote; EN = Empty Net Goal; 1 Play-downs/Relegation; Kursiv: Statistik nicht vollständig)